# 摩诃萨埵
摩诃萨埵（羅馬化：Mahāsattva），佛教名词，具称摩诃菩提萨埵（羅馬化：Mahābodhisattva），簡稱摩诃萨，意為“大覺有情”解，漢譯「摩訶」為「大」，意為「覺有情」。因此整句咒語為「大有情」、「大眾生」。

## 概述
摩诃萨埵修行的时间很长，达到的阶位很高，已经救度无量无边的众生，所以具有广大无比的神通，备受苦难众生和初级修士的崇拜。威光显赫、家喻户晓的八位摩诃萨埵即八大菩萨为文殊菩萨、普贤菩萨、观世音菩萨、大势至菩萨、虚空藏菩萨、地藏王菩萨、弥勒菩萨、除盖障菩萨。

## 註释参考
1. ↑  .   [2019-03-23]. （原始内容存档于2020-08-09）.